# Märchenbrunnen auf dem Neustädter Platz

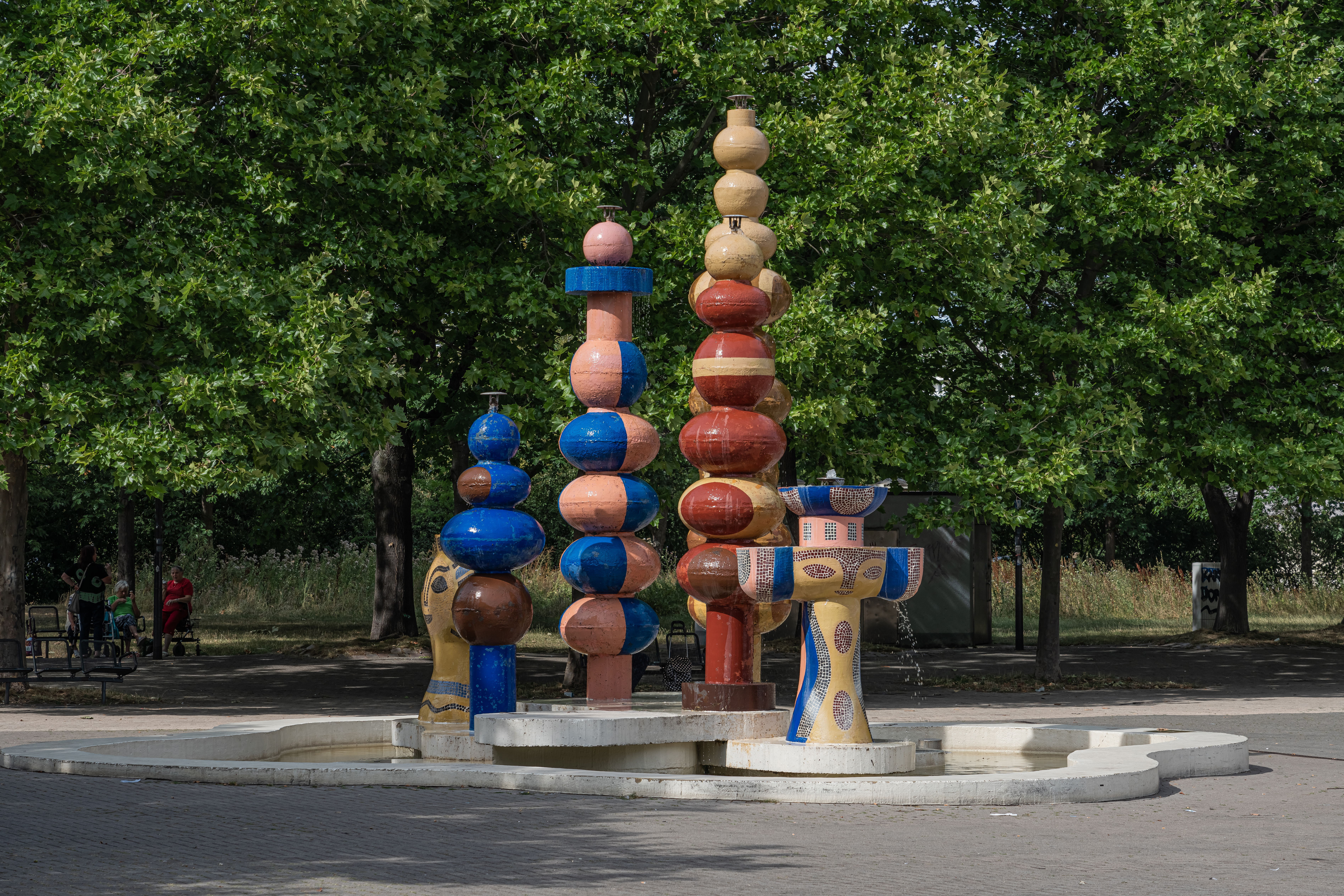
Märchenbrunnen auf dem Neustädter Platz

Der Märchenbrunnen auf dem Neustädter Platz (früher Paul-Markowski-Platz) wurde an zentraler Stelle im Wohngebiet Neustädter See in Magdeburg als Springbrunnen nach dem Entwurf von Annedore und Wolfgang Policek errichtet und am 23. Mai 1982 eingeweiht.
Der Springbrunnen ist amöbenförmig gefasst. Ähnlich gerundete Plateaus sind in der Mitte des Brunnens übereinander gestapelt. Darauf stehen sechs unterschiedlich hohe Säulen bzw. Phantasiewesen mit Fontänen. Die Säulen und Phantasiewesen aus Beton waren ursprünglich großflächig mit farbigen Mosaiken geschmückt, die jedoch im Laufe der Jahre zu großen Teilen verloren gingen. Im Rahmen der Platzsanierung erhielt der Brunnen 2004 anstatt der Mosaike eine neue Farbfassung in sehr kräftigen Farbtönen. Die Brunneneinfassung und die Plateaus sind im ursprünglichen Zustand (heller Betonwerkstein) erhalten.